# Osteocarpum pentapterum
Osteocarpum pentapterum là loài thực vật có hoa thuộc họ Dền. Loài này được (F. Muell. & Tate) Volkens mô tả khoa học đầu tiên năm 1893.